# A magyar labdarúgó-válogatott mérkőzései 1945-ben
A magyar labdarúgó-válogatottnak 1945-ben három találkozója volt, valamennyi itthon és mindhármat megnyerte. Ausztriával nyolc év után mérkőzött meg a csapat ismét, mivel Németország hét évig beolvasztotta magába az osztrák országot. Először szerepelt a válogatottban Lakat Károly, Illovszky Rudolf, Hidegkuti Nándor és Puskás Ferenc.
Szövetségi kapitány:
- Gallowich Tibor

## Eredmények
| 245. mérkőzés 1945. augusztus 19. | Magyarország                        | 2 – 0             | Ausztria | Üllői út, Budapest Nézőszám: 40 000 Játékvezető: Szigeti György (HUN) |
| 245. mérkőzés 1945. augusztus 19. | Rudas 18' (11-esből) Zsengellér 32' | (2 – 0) Részletek |          | Üllői út, Budapest Nézőszám: 40 000 Játékvezető: Szigeti György (HUN) |

| 246. mérkőzés 1945. augusztus 20. | Magyarország                                        | 5 – 2             | Ausztria               | Üllői út, Budapest Nézőszám: 20 000 Játékvezető: Hertzka Pál (HUN) |
| 246. mérkőzés 1945. augusztus 20. | Puskás 12' Szusza 13' 56' Zsengellér 15' Vincze 38' | (4 – 2) Részletek | Kominek 22' Decker 44' | Üllői út, Budapest Nézőszám: 20 000 Játékvezető: Hertzka Pál (HUN) |

| 247. mérkőzés 1945. szeptember 30. | Magyarország                                                                  | 7 – 2             | Románia                   | Üllői út, Budapest Nézőszám: 35 000 Játékvezető: Hertzka Pál (HUN) |
| 247. mérkőzés 1945. szeptember 30. | Hidegkuti 8' 86' Puskás 15' 66' Zsengellér 25' Rudas 32' (11-esből) Nyers 39' | (5 – 2) Részletek | Fábián 17' Pecsovszky 43' | Üllői út, Budapest Nézőszám: 35 000 Játékvezető: Hertzka Pál (HUN) |